# 廖人帥
廖人帥（英語：Leo Liao，1983年11月13日—），臺灣影像導演、服裝設計師、歌手，是前臺灣團體Circus成員。2016年因執導歌手張靚穎的歌曲《Dust My Shoulders Off》MV而獲得海內外媒體關注，該MV入圍第28屆金曲獎最佳音樂錄影帶獎，並獲得紅點設計大獎最佳設計獎。

## MV作品
2004年
- 《我知道》潑猴
- 《You Are My Sunshine》范曉萱
- 《愛情殘酷物語》花兒樂隊
- 《藉口》胡彥斌

2006年
- 《Shake It Baby》黑澀會美眉

2007年
- 《天天天天》旺福

2012年
- 《沒有星期五的無人島》魏如萱
- 《不被瞭解的怪人》棉花糖
- 《公主沒病》林逸欣
- 《我是個騙子》林逸欣
- 《作對》林逸欣

2013年
- 《你說我說》李唯楓
- 《什麼風把你吹來的》范逸臣
- 《這一刻，愛吧》付辛博
- 《神魂顛倒》付辛博
- 《完美情人》鄧福如
- 《Oh Baby》梁文音
- 《月光地毯》梁文音
- 《真的假的》陶晶瑩

2014年
- 《超跑情人夢》卜學亮
- 《我是我的》張靚穎
- 《Bazaar》張靚穎
- 《沒有愛情藏得住》陶晶瑩
- 《粗線條》林育羣
- 《陳淑芬與林志豪》王心凌
- 《女孩，站出來！》安心亞
- 《摩登女郎》金韓一

2015年
- 《相愛一場》王錚亮
- 《水星逆行》八三夭
- 《我只想唱歌》張學友

2016年
- 《Dust My Shoulders Off》張靚穎
- 《飢餓遊戲》八三夭
- 《寂寞無害》艾怡良
- 《靚仔》安心亞、羅志祥

2017年
- 《翻白眼》八三夭
- 《未单身》A-Lin

2018年
- 《摩天大樓》薛之謙

2019年
- 《Body First》張靚穎
- 《病態》薛之謙
- 《摩天動物園》鄧紫棋
- 《因我而起》張韶涵

2020年
- 《甜秘密》蔡依林

2021年
- 《迟迟》薛之谦

參與拍攝
- 《我知道你們都在笑我》Circus
- 《Happy Birthday 買滴兒》大嘴巴

視覺設計
- 第54屆金鐘獎視覺總監

## 綜藝節目
- 《Circus Action》（第1–4季）
- 《Circus狗仔隊》
- 《校園4賤客》

## 廣告代言
- 2010年 寶島眼鏡（與張甯兒合作）

## 獎項
- 2017 美國泰利獎-獲得電視類最佳MV銀獎、影片類最佳導演銀獎、影片類最佳藝術指導銀獎、影片類最佳動畫銅獎、影片類最佳MV銅獎
- 2017 休士頓國際影視展-獲得白金獎
- 2017 紐約ADC獎-獲得Motion銅獎
- 2017 維也納國際短片影展-入圍
- 2017 東京國際短片影展-入圍
- 2017 第28屆金曲獎-入圍最佳MV
- 2017 Vimeo-獲得Staff Pick
- 2017 MTV全球華語音樂盛典-獲得最佳MV大獎
- 2017 德國紅點設計大獎-獲得最佳設計獎
- 2017 英國里茲國際影展-入圍最佳mv獎
- 2017 LIA倫敦國際獎-入圍最佳導演、最佳動畫銅獎
- 2018 第29屆金曲獎-入圍最佳MV
- 2020 英國倫敦水晶宮影展-入圍
- 2020 LAFA洛杉磯電影獎-獲得最佳MV
- 2020 休士頓國際影視展-獲得CGI/Mixed Media類金獎
- 2020 洛杉磯獨立電影節-入圍最佳動畫短片、最佳網路劇
- 2020 美國獨立音樂節-獲得最佳動畫短片獎
- 2020 紐約Life-Off影展-入選
- 2020 阿根廷布宜諾艾利斯國際影展-入圍
- 2020 阿根廷布宜諾艾利斯國際影展-獲得最佳MV
- 2020 西班牙馬德里電影獎-入圍
- 2020 西班牙馬德里電影獎-入圍
- 2020 巴黎藝術與電影獎-入圍最佳MV
- 2020 柏林科幻影展-入圍
- 2020 義大利帕萊納國際影展-獲得特別獎
- 2020 PAMA巴黎藝術與電影獎-入圍最佳MV、獲得最佳特效獎
- 2020 荷蘭海牙全球電影節-獲得最佳MV獎
- 2020 紐約電影攝影獎-獲得
- 2020 歐洲電影攝影獎-獲得
- 2020 孟買短片國際電影節-兩作品獲得最佳MV獎、最佳特效獎

## 外部連結
- YouTube上的廖人帥頻道